# Municipio de Cedar Creek (condado de Allen)
El municipio de Cedar Creek (en inglés: Cedar Creek Township) es un municipio ubicado en el condado de Allen en el estado estadounidense de Indiana. En el año 2010 tenía una población de 12570 habitantes y una densidad poblacional de 136,06 personas por km².

## Geografía
El municipio de Cedar Creek se encuentra ubicado en las coordenadas 41°13′28″N 85°1′1″O / 41.22444, -85.01694. Según la Oficina del Censo de los Estados Unidos, el municipio tiene una superficie total de 92.38 km², de la cual 89.27 km² corresponden a tierra firme y (3.37%) 3.11 km² es agua.

## Demografía
Según el censo de 2010, había 12570 personas residiendo en el municipio de Cedar Creek. La densidad de población era de 136,06 hab./km². De los 12570 habitantes, el municipio de Cedar Creek estaba compuesto por el 96.75% blancos, el 0.68% eran afroamericanos, el 0.28% eran amerindios, el 0.84% eran asiáticos, el 0.01% eran isleños del Pacífico, el 0.34% eran de otras razas y el 1.11% pertenecían a dos o más razas. Del total de la población el 1.54% eran hispanos o latinos de cualquier raza.